# Fokker S.11 Instructor
Le Fokker S.11 Instructor est un avion militaire de la guerre froide, construit aux Pays-Bas par Fokker.

## Variantes
- Fokker S.11-1
- Fokker S.12
- Fokker T-21
- Fokker T-22
- Macchi M-416

### Aéronefs comparables
- Valmet Vihuri
- Hunting Percival Provost
- CAC CA-25 Winjeel